# Russell Horton
Pour les articles homonymes, voir Horton.
Russell Horton est un acteur américain, né le 11 novembre 1941 à Los Angeles.

## Filmographie
- 1972 : Parades : Wexley
- 1977 : Annie Hall : le cinéphile dans la queue
- 1978 : Girlfriends de Claudia Weill : Photo Editor
- 1979 : Merci d'avoir été ma femme (Starting Over) : un homme
- 1980 : The Line : Wexley
- 1980 : The Greatest Man in the World (téléfilm) : Dr. Gresham
- 1980 : Windows : Steven Hollander
- 1982 : Muggable Mary, Street Cop (téléfilm) : Dr. Rubin
- 1984 : Voyage sentimental (Sentimental Journey) (téléfilm) : Gregory
- 1985 : Finnegan Begin Again (téléfilm) : Mort
- 1985 : Cat's Eye, segment Quitter's Inc. : Mr. Milquetoast
- 1988 : Miami Vice (série télévisée), saison 5, épisode Asian Cut
- 1988 : Les Feux de la nuit (Bright Lights, Big City) : Walter Tyler

## Autres
Il a interprété la voix du lapin dans la publicité des céréales Trix.